# Cal Figueres (Mont-roig)
Cal Figueres és un edifici del poble de Mont-roig, al municipi dels Plans de Sió (Segarra) que forma part de l'Inventari del Patrimoni Arquitectònic de Catalunya.

## Descripció
és una casa situada a un dels carrers que dona accés al centre del nucli, realitzada amb paredat arrebossat i estructurada amb planta baixa i dos plantes superiors.
A la planta baixa s'hi troba la porta principal d'accés, amb llinda superior d'una sola peça i formant un arc rebaixat, a la qual hi ha una inscripció amb el nom dels propietaris i l'any que es va edificar: "Jaume i Geroni Figueres, 1781". A l'esquerra de la porta principal hi ha una petita finestra que segurament forma part de la zona utilitzada originàriament a usos agrícoles o ramaders.
La primera planta presenta tres obertures realitzades amb llinda superior d'una sola peça i brancals amb carreus regular, es tracta de dos balcons laterals, i una finestra de grans dimensions central. Al balcó situat a la dreta, tornem a trobar la presència d'una inscripció a la llinda amb l'any de construcció, 1743, i una creu central com a símbol de protecció.
A la segona planta o golfes, trobem una petita obertura que originàriament podia ser una de les finestres que il·luminava el seu interior, tot i que actualment està tapiada.